# Amanda Jones
Pour les articles homonymes, voir Jones.
Amanda Théodosia Jones (19 octobre 1835 - 31 mars 1914) est une femme de lettres et inventrice américaine, connue pour l'invention d'un procédé de mise en conserve sous vide appelé procédé Jones.

## Enfance et scolarité
Jones est née à East Bloomfield, New-York, le 19 octobre 1835, quatrième enfant d'Henry et de Marie Alma (Mott) Jones. Elle a fréquenté les écoles du district de East Bloomfield et de Black Rock. Elle termine sa formation à l'East Aurora Academy de New York et commence à enseigner à l'âge de quinze ans.

## Publications littéraires et maladie
Elle quitte l'enseignement en 1854 après la publication de son premier poème publié dans le Ladies' Repository of Cincinnati (en). Influencée par les écrits de Thomas Dick et le mouvement spirite, Jones se convertit au spiritisme en 1854. En 1861, elle publie Ulah, and Others Poems ; un second recueil, Poems, est publié en 1867. Sa santé était fragile, elle attrape la tuberculose en 1859. Après la publication de Poems, elle passe un an en convalescence dans la maison de sa mère, veuve, dans le Wisconsin. Bien qu'elle ait surmonté la phase primaire de la maladie, Amanda Jones ne s'est jamais complètement rétablie et doit suivre des cures thermales et des pratiques de médecine alternative pour faire face aux difficultés à long terme.

## Invention d'un procédé de mise en conserve
En 1872, Jones a mis au point un procédé de mise en conserve sous vide pour préserver les aliments, avec l'aide du professeur Leroy C. Cooley d'Albany, qui était le beau-frère de sa sœur Emily. À l'époque, la sécurité et la conservation des aliments commençaient à peine à être comprises. Bien que la mise en conserve des aliments ait été relativement populaire dans les armées européennes, le système avait ses problèmes. Le système de mise en conserve le plus répandu à l'époque, inventé en 1810 par Nicolas Appert, exigeait que les aliments soient bien cuits avant d'être conservés, ce qui les rendait souvent pâteux et insipides. De plus, ces conserves étaient souvent réalisées dans des boîtes en fer-blanc, ce qui posait des difficultés aux consommateurs, les ouvre-boîtes n'ayant pas encore été inventés. Ce processus ne pouvait être réalisé qu'à l'aide de machines et de ressources de fabrication importantes, ce qui poussait les consommateurs à acheter des conserves au lieu de pouvoir les faire à la maison
La méthode mise au point par Amanda Jones consistait à chauffer à la vapeur des bocaux scellés remplis de fruits et de légumes dans un sirop léger, du jus de fruit ou de l'eau, jusqu'à une température interne de 120°F (49°C), ce qui chassait l'air du bocal et créait ainsi un joint hermétique qui protégeait les aliments de l'oxygène qui alimente la croissance des bactéries. L'invention de Mme Jones permet de conserver les aliments non cuits, ce qui permet de déguster les fruits et légumes frais plus tard dans la saison. Son invention a permis une ouverture plus facile, en utilisant un bocal en verre et un couvercle scellé sous vide au lieu d'une boîte de conserve scellée par soudure, et a rendu l'acte de conservation des aliments plus accessible aux personnes à domicile.
Elle dépose plusieurs brevets. Pour autant, ses tentatives de création d'entreprises basées sur ses inventions ne lui permettent pas d'en vivre dans un premier temps et elle retourne à l'écriture, publiant A Prairie Idyll en 1882.

## Fondatrice de laWomen's Canning and Preserving Company– 1890
Fervente défenseur des droits de la femme et du droit de vote pour les femmes, elle fonde la Women's Canning and Preserving Company à Chicago dans les années 1890, qui n'employait que des femmes. Dans un discours à ses employées, Amanda Jones indique : « C'est une industrie de femmes. Aucun homme ne votera nos actions, ne gérera notre entreprise, ne gardera nos livres, ne se prononcera sur la rémunération des femmes, ne supervisera nos usines. Donner aux hommes un travail approprié pour eux, mais garder le pouvoir de gouvernance. C'est une entreprise de formation pour les femmes qui travaillent – vous avec toutes les autres. Voici une mission, accomplissons-là ».
En 1910, elle publie son autobiographie, A Psychic Autobiography, qui se concentre sur son intérêt pour le spiritisme. À la fin de sa vie, elle déménage à Brooklyn, New York, afin de poursuivre ses intérêts commerciaux. Elle y meurt de la grippe en 1914,.

## Publications
Jones a publié six livres.
1. Ulah: And Other Poems. Jones, Amanda T. Buffalo: H.H. Otis. 1861
2. Poems. By Amanda T. Jones, Published/Created: New York, Hurd and Houghton, 1867.
3. A Prairie Idyl, and Other Poems. Published/Created: Chicago, Jansen, McClurg & company, 1882.
4. Rubáiyát of Solomon, and Other Poems. By Amanda T. Jones; Introduction by J. N. Larned. Published/Created: New York, Alden brothers, 1905.
5. Poems, 1854–1906, by Amanda T. Jones. Published/Created: New York, Alden Brothers, 1906.
6. A Psychic Autobiography / by Amanda T. Jones; with introduction by James H. Hyslop. Published/Created: New York: Greaves Publishing Co., c. 1910.